# Krusza (gromada)
Krusza – dawna gromada, czyli najmniejsza jednostka podziału terytorialnego Polskiej Rzeczypospolitej Ludowej w latach 1954–1972.
Gromady, z gromadzkimi radami narodowymi (GRN) jako organami władzy najniższego stopnia na wsi, funkcjonowały od reformy reorganizującej administrację wiejską przeprowadzonej jesienią 1954 do momentu ich zniesienia z dniem 1 stycznia 1973, tym samym wypierając organizację gminną w latach 1954–1972.
Gromadę Krusza z siedzibą GRN w Kruszy utworzono – jako jedną z 8759 gromad – w powiecie kolneńskim w woj. białostockim, na mocy uchwały nr 17/V WRN w Białymstoku z dnia 4 października 1954. W skład jednostki weszły obszary dotychczasowych gromad Krusza i Charubin oraz wieś Serafin z dotychczasowej gromady Serafin ze zniesionej gminy Turośl w tymże powiecie. Dla gromady ustalono 12 członków gromadzkiej rady narodowej.
Gromadę Krusza zniesiono 1 stycznia 1958, a jej obszar włączono do gromad Łyse (wieś Serafin i przyległy obszar lasów państwowych N-ctwa Lipniki) i Turośl (wsie Krusza i Charubin).